# Olympische Sommerspiele 1964/Teilnehmer (Britisch-Guayana)
| Gelbes Symbol für Goldmedaillen mit stilisierten Olympischen Ringen | Graues Symbol für Silbermedaillen mit stilisierten Olympischen Ringen | Braundes Symbol für Bronzemedaillen mit stilisierten Olympischen Ringen |
| ------------------------------------------------------------------- | --------------------------------------------------------------------- | ----------------------------------------------------------------------- |
| —                                                                   | —                                                                     | —                                                                       |

Britisch-Guayana nahm an den Olympischen Sommerspielen 1964 in der japanischen Hauptstadt Tokio mit einem Sportlern im Gewichtheben teil.

## Teilnehmer nach Sportarten

### Gewichtheben
- Martin Dias
Bantamgewicht: 8. Platz